# Выглаживатель

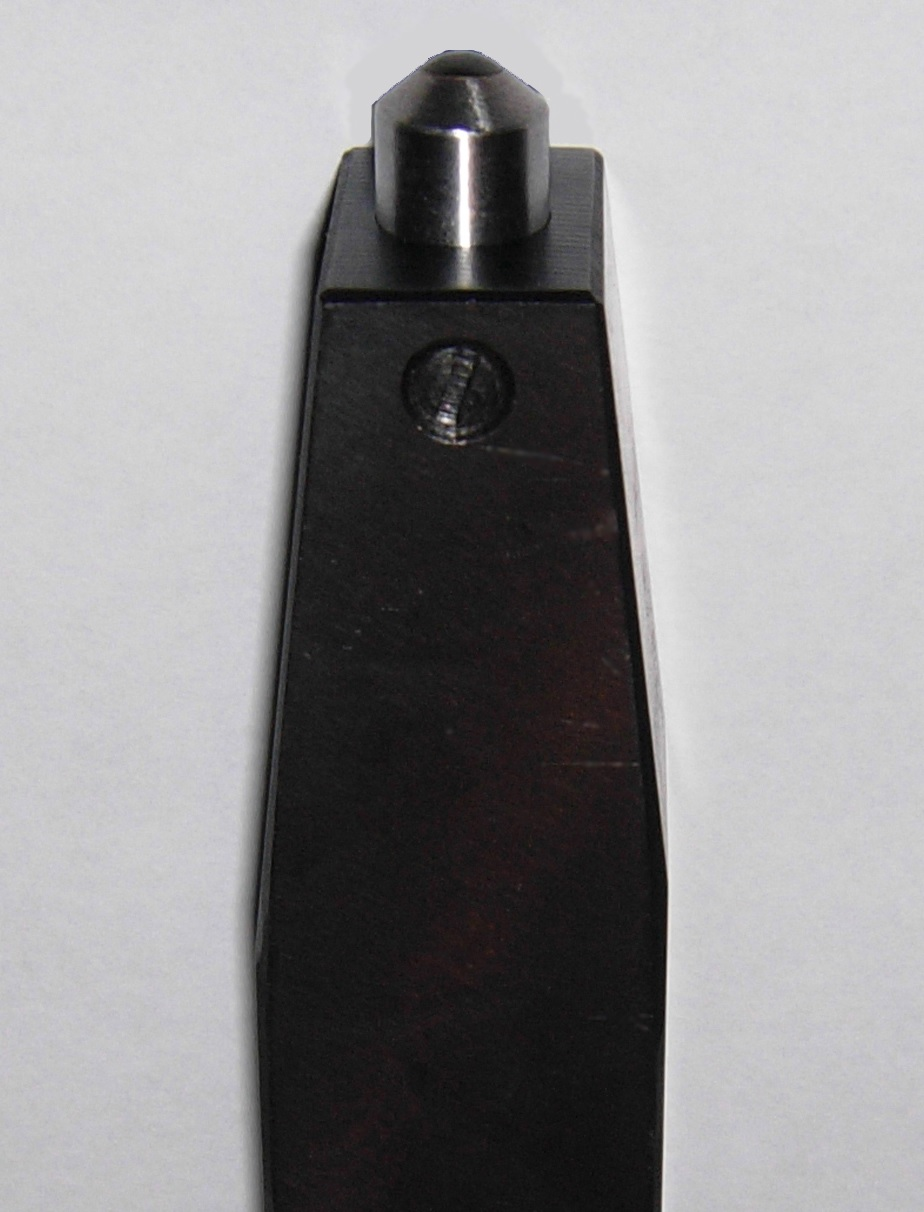
Простейший выглаживатель с жестким закреплением индентора

Выглаживатель (Burnishing tool, инструмент для выглаживания) — инструмент для отделочно-упрочняющей обработки выглаживанием, которая осуществляется при скольжении индентора выглаживателя по локально контактирующей с ним поверхности детали.
Выглаживание (Burnishing) — поверхностное пластическое деформирование при скольжении индентора инструмента по локально контактирующей с ним поверхности деформируемого материала.
Особенно эффективно применение инструмента для выглаживания профильных поверхностей на обрабатывающих центрах с функцией B-Axis Turning за счёт одновременного контроля по осям X, Z, B (сохранение постоянства пятна контакта, то есть условий протекания процесса деформации, следовательно, обеспечение равномерности свойств поверхностного слоя детали и профиля шероховатости по всей выглаженной поверхности). Наибольшее применение получило алмазное выглаживание и соответствующий инструмент — алмазный выглаживатель (Diamond burnishing tool).

## Описание
Рабочим элементом инструмента для выглаживания является индентор (наконечник для выглаживания), имеющий вставку сферической или цилиндрической формы, чаще всего из алмаза, которая и обрабатывает поверхность детали. Применяются в инденторах кубический нитрид бора, а для мягких обрабатываемых материалов — твердые сплавы. Рабочая часть индентора доводится до Ra не более 0,04 мкм (желательно 0,02 мкм, то есть применение доводки обязательно). Выглаживатели применяются, когда необходимо обеспечить параметр шероховатости поверхности детали Ra<0,2 мкм с одновременным упрочнением поверхностного слоя детали.
Выбор способа выглаживания определит конструкцию применяемого инструмента.
При выглаживании с упругим закреплением индентора в державку помещают пружину воздействующую на втулку в которой закреплён индентор. В конструкции предусматривают элемент регулирующий сжатие пружины. Иногда в состав конструкции инструмента вводят демпфирующее устройство, для устранения автоколебаний и вынужденных колебаний в ходе процесса выглаживания.
Простейшие конструкции при выглаживании с жестким закреплением индентора: крепежным элементом закрепляется индентор в державке (конструкция напоминает резец).
При жёстко-упругом выглаживании применяют головку с двумя инденторами, закрепленную в державке или, что чаще, последовательно выполняют жесткое и затем упругое выглаживание двумя инструментами.
В научных работах В. М. Торбило, Д. Д. Папшева, Л. А. Хворостухина, Л. Г. Одинцова приведены конструктивные решения, которые можно использовать при проектировании инструментов для выглаживания, при изготовлении выглаживателей силами собственного инструментального цеха.
Современные токарно-фрезерные обрабатывающие центры стирают границы между конструкциями инструментов для универсальных станков и станков с ЧПУ (CNC), поскольку при перемещении по оси Y вполне можно применять любые выглаживатели.